# Fredrik Strand Galta
Fredrik Strand Galta (Stavanger, 19 d'octubre de 1992) és un ciclista noruec, professional des del 2012 i actualment a l'equip Team Coop.

## Palmarès
- 2013
  - 1r al Hadeland GP
- 2015
  - Vencedor de 2 etapes al Kreiz Breizh Elites